# Loncew
Loncew, vlastním jménem Luděk Kováč (* 2. července 1975 Praha), rodák ze Sokolova, je český zpěvák, autor písní a hudební skladatel. Kromě skládání vlastních písní se věnuje také komponování meditační a filmové hudby.

## Život
Pochází se Sokolova. Jako syn zdravotnice pravidelně navštěvoval všechny ročníky tehdejšího Festivalu politické písně Sokolov.
V mládí hrál v LŠU na flétnu, později na trumpetu. Vystupoval také jako úspěšný recitátor. Na kytaru hraje od svých třinácti, sám se naučil hrát na několik dalších hudebních nástrojů.
Roku 1991 poprvé vystupuje s vlastními písněmi na dětské portě Brána. Od roku 1992 pravidelně hraje ve folkové skupině Jikara, pro kterou tvoří většinu repertoáru. Píseň Napořád se drží v hitparádě ČRo Plzeň. Turné s HB Stopem. Celostátní finále soutěže Brána '94 – Cena diváků.
Roku 1995 odchází studovat dramatiku do Českých Budějovic, zde se obklopuje místními umělci a roku 1996 natáčí muzikál Královna Rút. Na albu účinkují Jitka Charvátová, Pavlína Jíšová nebo Bohouš Josef. Singl Kam to kráčíš hraje většina regionálních rádií, v rádiu Faktor se drží 10 týdnů v hitparádě, 2. nejhranější píseň roku na rádiu Faktor.
Od roku 1998 žije v Praze a věnuje se filmové a reklamní hudbě. Spolupracuje s režiséry Miloslav Šmídmajer nebo Jan Pachl. V té době také vystupuje v pořadu radia Jelení IMPROWIZAC a také v klubu Na Bílé hoře. Od roku 2000 moderuje vlastní pořad Electro Therapy v bruselském rádiu FM BSSL[zdroj⁠?!].
Roku 2005 zakládá s bývalými redaktory Literárních novin A2 kulturní týdeník (A2 (časopis)).
Po kariéře v reklamě se od roku 2012 opět věnuje plně hudbě. V roce 2013 vydává anglicky zpívané album LOVE in Loops a také album CZ písně jako poctu svým folkovým vzorům.
Roku 2014 vydává album pro děti a jejich rodiče Zatoulal se chlapeček.

## Práce v reklamě
Od roku 2001 opracuje v reklamě. Nejdříve jako textař/copywriter, následně jako kreativec, kreativní ředitel a marketingový ředitel.
V rámci týmu agentury Proximity Prague se podílel na vývoji direct marketingu v ČR a získal významná světová ocenění za reklamní projekty:
- Cannes Lions 2007
- John Caples Awards NY 2005, 2006, 2007
- Eurobest London 2007

Roku 2007 se stal prvním českým porotcem v Caples Awards .
Je mj. autorem sloganu "Berte to z té Zlaté stránky", viz také Zpověď.
V roce 2010 přivedl jako reklamní ředitel Okay Elektro do reklamy Miloše Knora – jako zástupce žánru Stand-up comedy a odstartoval tak novou módu využívat v české reklamě podobné komiky. V roce 2011 spolupracoval v reklamě s norskou alternativní kapelou .

## Diskografie
- Jikara (1993, demo kazeta a DAT)
- Královna Rút (1996, promo CD)
- Kino POP (1998, demo CD)
- LOOVE IN LOOPS (2013, RECrea)
- CZ Písně (2013, demo CD)
- Zatoulal se chlapeček (2014, RECrea)